# BMW Série 8 I
Pour les articles homonymes, voir BMW Série 8.
La BMW Série 8 est une gamme de coupés Grand Tourisme conçus par le constructeur automobile allemand BMW. Il existe deux générations, la première connue sous le code E31, sortie en 1989 et la seconde connue sous le code G14/G15, sortie en 2018. Positionnée haut-de-gamme, la Série 8 fait, à sa sortie, figure d'avant-gardiste en termes de luxe et de confort.

## Historique du modèle

### Général
Dessinée par Claus Luthe inspiré du travail de Bertone sur la Xantia, elle est commercialisée à l'automne 1989. Le design de la série 8 est l'œuvre de Klaus Kapitza, qui est ensuite devenu responsable du design chez BMW Technik GmbH. L’avant était basé sur celui de la M1. La Série 8 a hérité de la BMW Série 6 (gamme E24), mais elle était plus grande et plus chère que sa prédécesseur. Les principales concurrentes de l’E31 étaient les modèles coupé C126 et C140 de la Mercedes-Benz Sonderklasse. La Série 8 n’était disponible qu’en version coupé. Des prototypes d’une version cabriolet ont été développés mais ils manquaient de stabilité.
La technologie et les moteurs provenaient en partie de la Série 7 alors actuelle, l’E32. Plus tard, de nouveaux moteurs provenant de la Série 5 et de l’E38 ont été progressivement introduits.
L’E31 était le modèle le plus cher de la gamme BMW jusqu’à son abandon en mai 1999. Les ventes d’E31 ont finalement été en deçà des attentes, même si environ 5 000 contrats de vente avaient été signés avant le début de la production en série et que les acheteurs ont dû attendre trois ans pour le début de la production: En dix ans, exactement 30 603 exemplaires de la Série 8 ont été construits (sans compter les 18 BMW 830i, qui n’ont jamais été commercialisées, sans les 3 prototypes cabriolets et sans le prototype M8). Les ventes ont été impactées par la récession mondiale du début des années 1990, la seconde guerre du Golfe et la hausse des prix de l’énergie. BMW s’attendait à des chiffres de vente plus élevés, en particulier aux États-Unis, mais les acheteurs s’attendaient à plus de performances pour un véhicule aussi lourd et coûteux. En Amérique du Nord, BMW a mis fin aux ventes de la voiture en 1997.
Il n’y avait initialement pas de successeur à la Série 8. Ce n’est qu’à l’été 2003 que BMW élargit sa gamme de modèles avec un coupé haut de gamme plus grand, la BMW Série 6 E63. Cependant, celle-ci était basée sur la Série 5 et était proposée à un prix inférieur à celui des coupés CL du concurrent Mercedes-Benz.

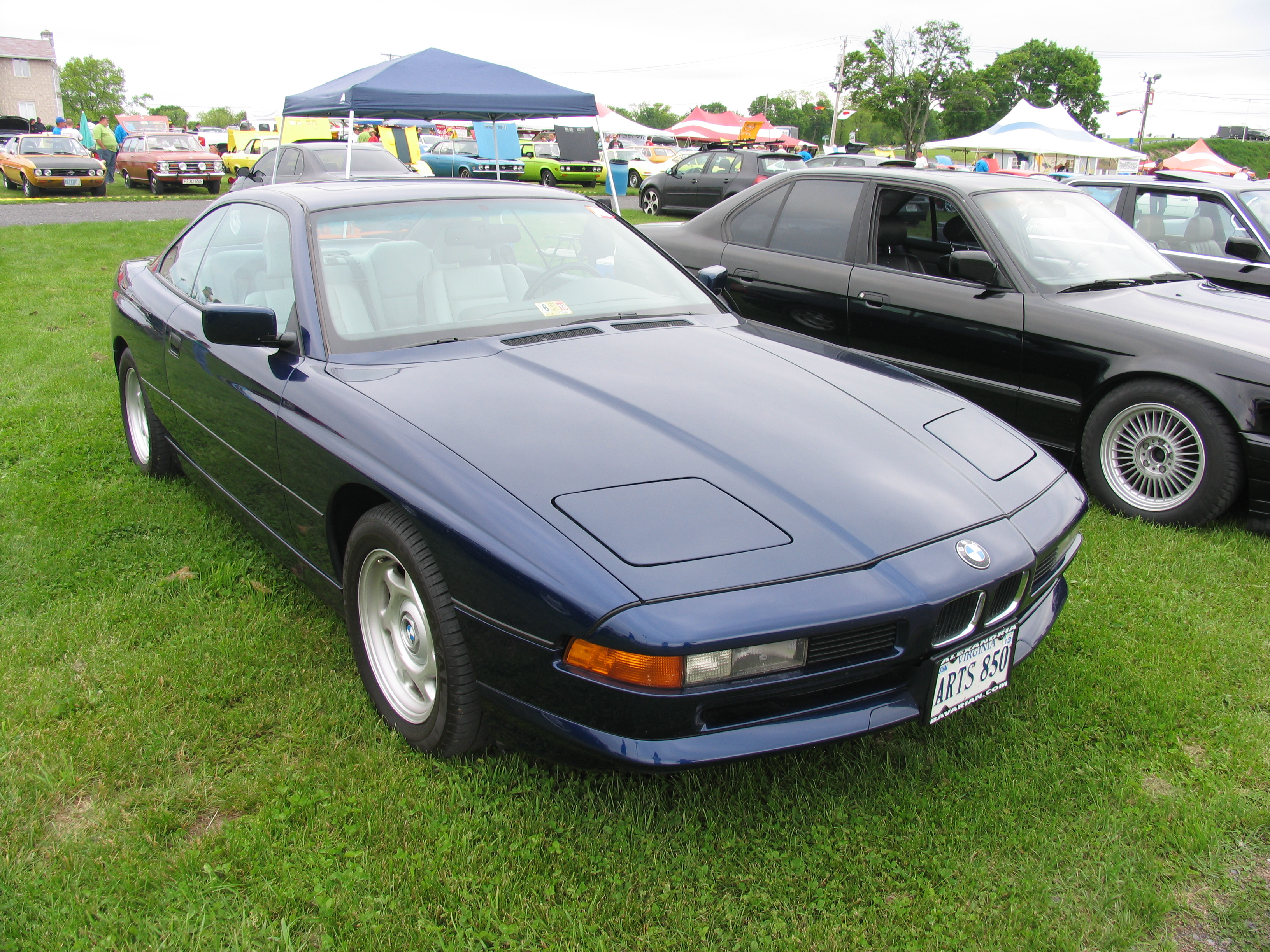
BMW Série 8 version américaine, vue avant (1990–1998).
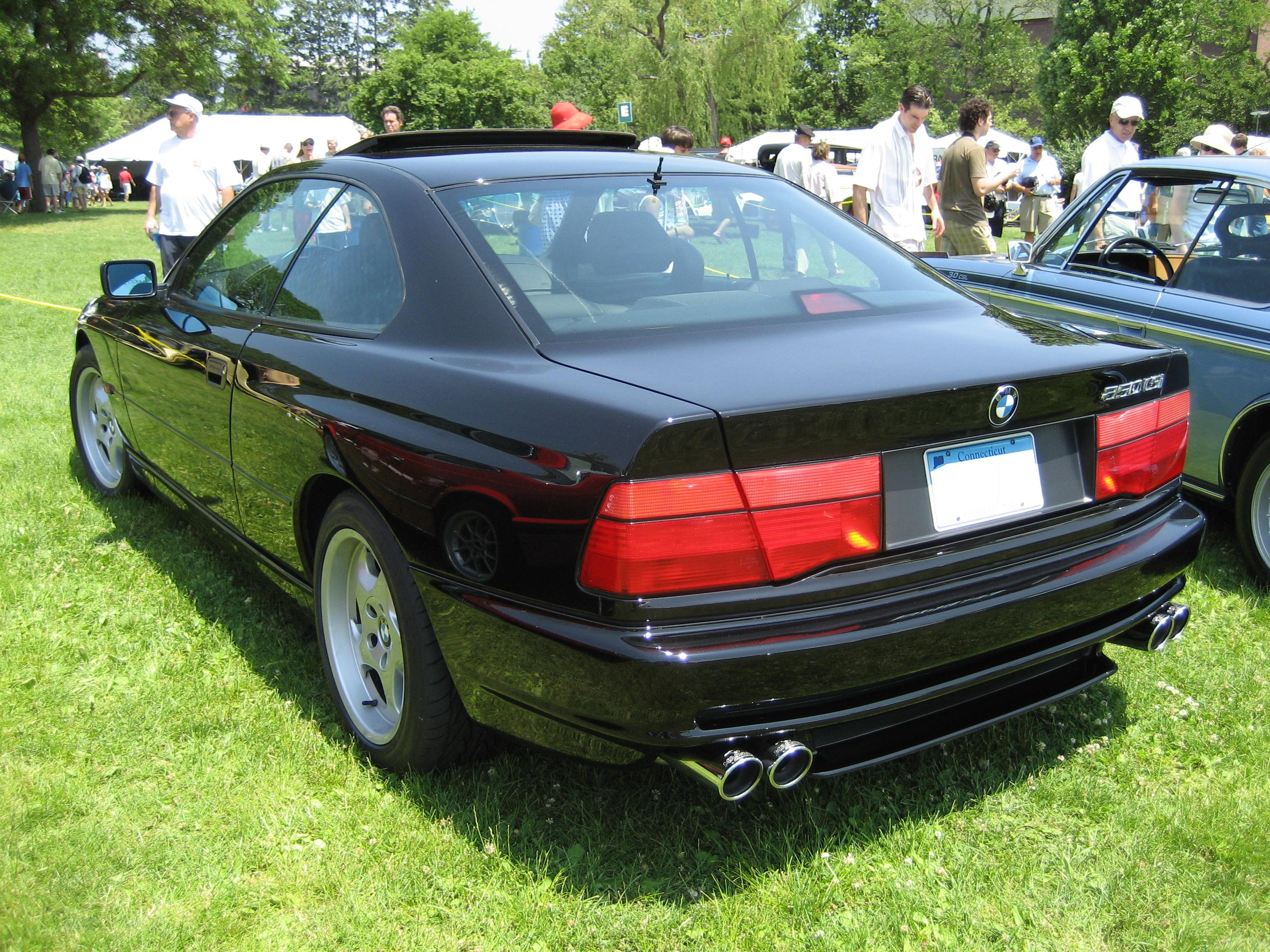
Vue arrière de la BMW Série 8 version américaine (1990–1998).
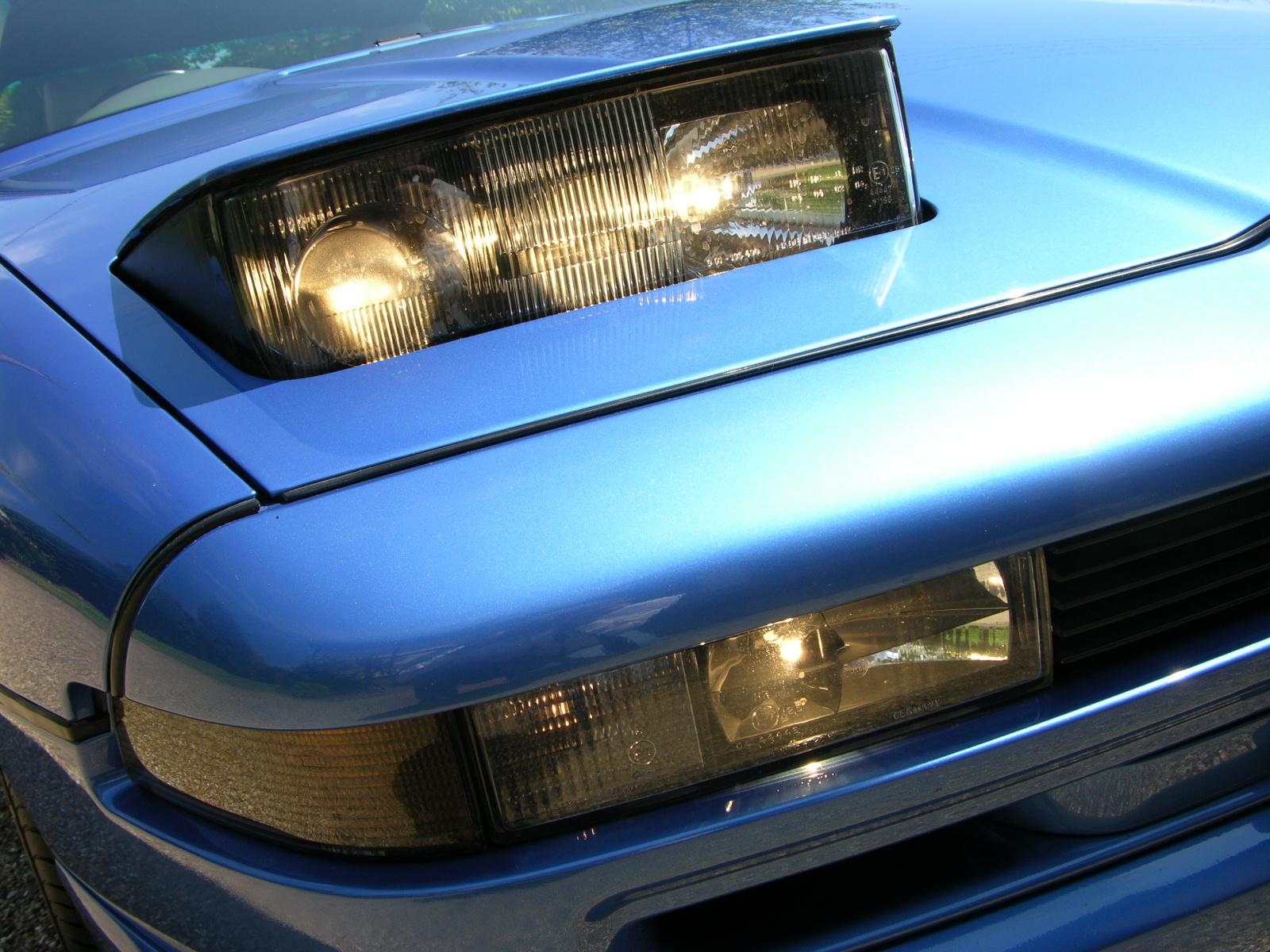
Détail de la BMW Série 8 : phares escamotables.
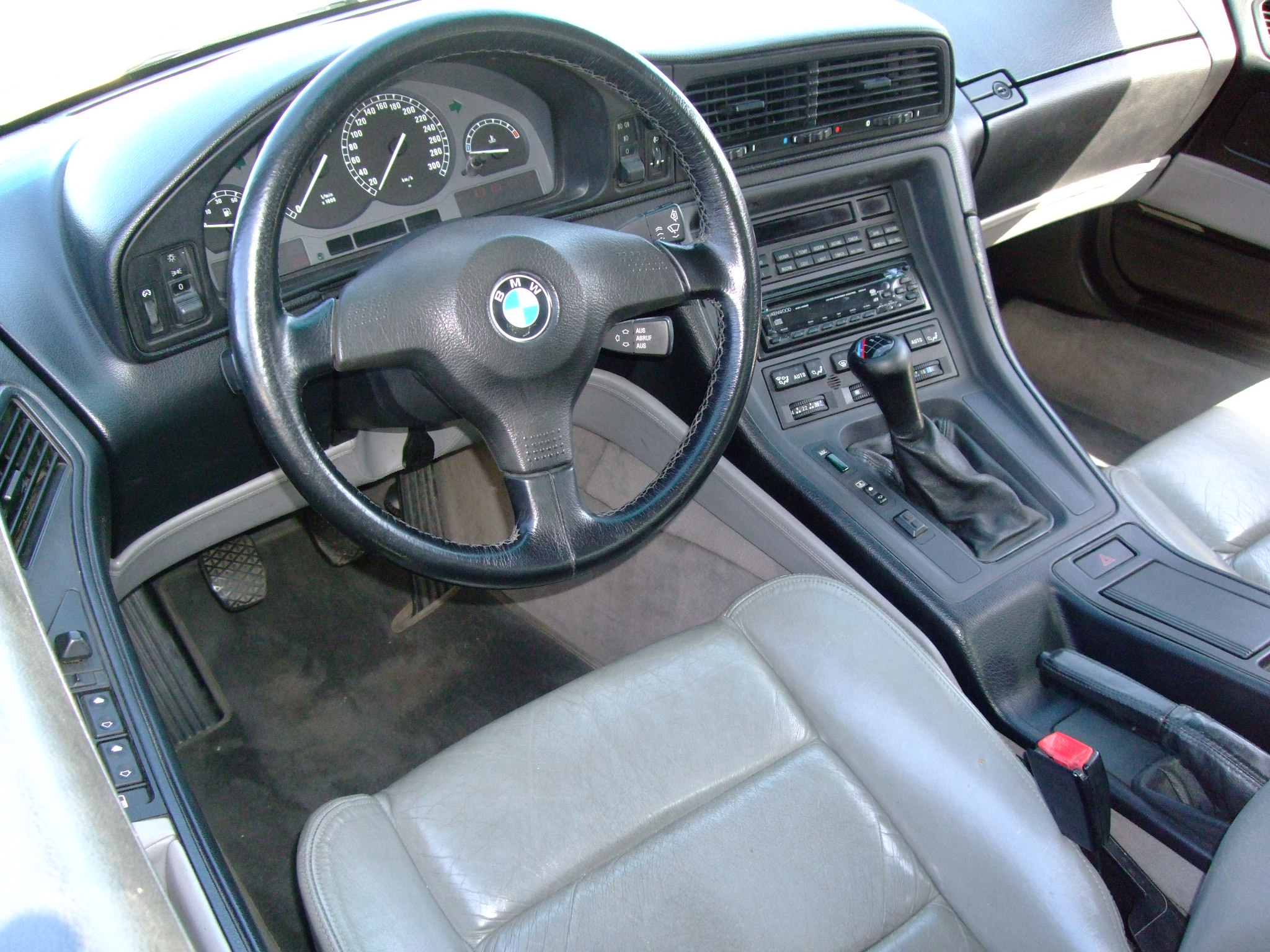
Intérieur de la BMW Série 8.
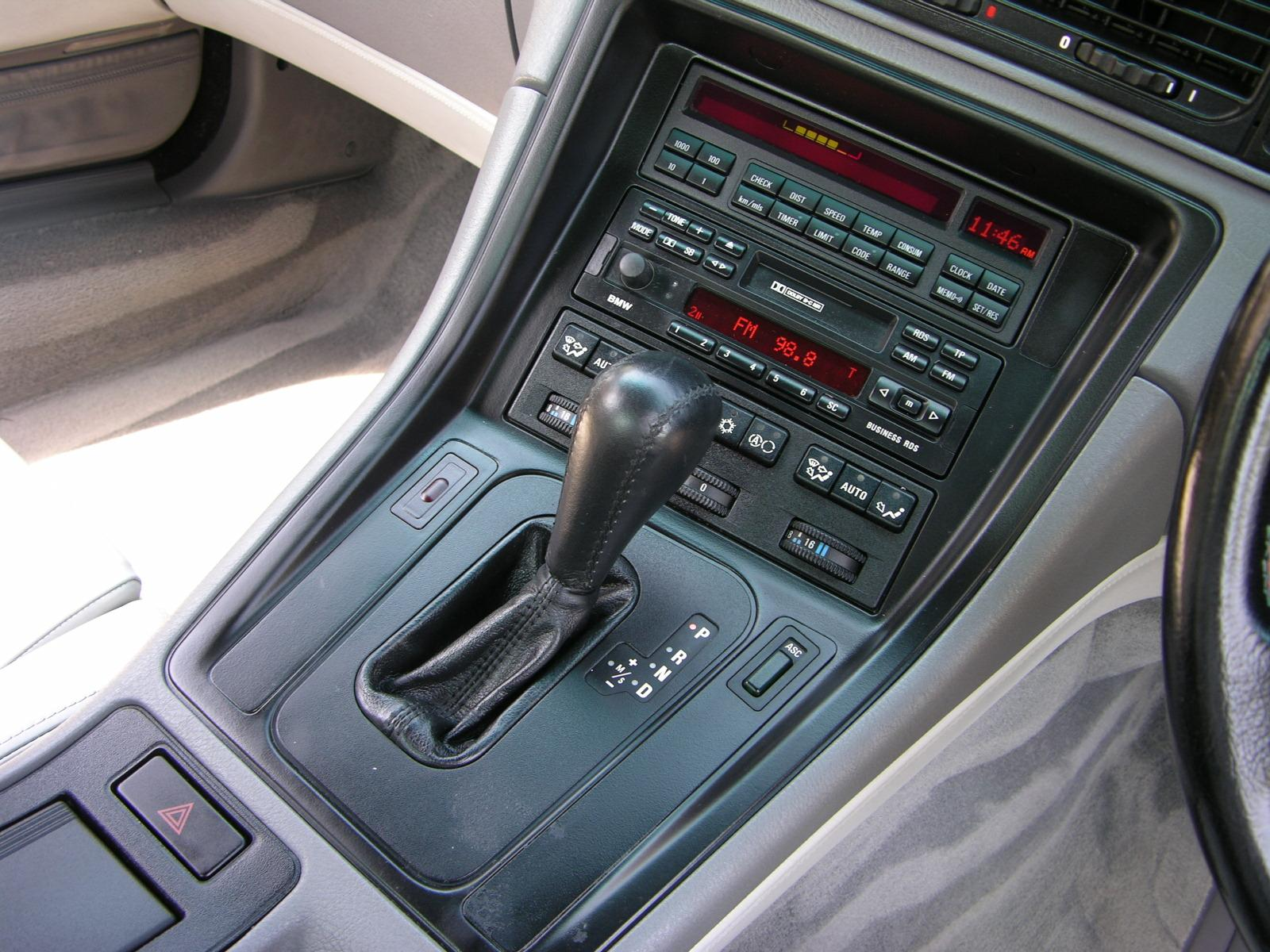
Intérieur de la BMW Série 8, console centrale.
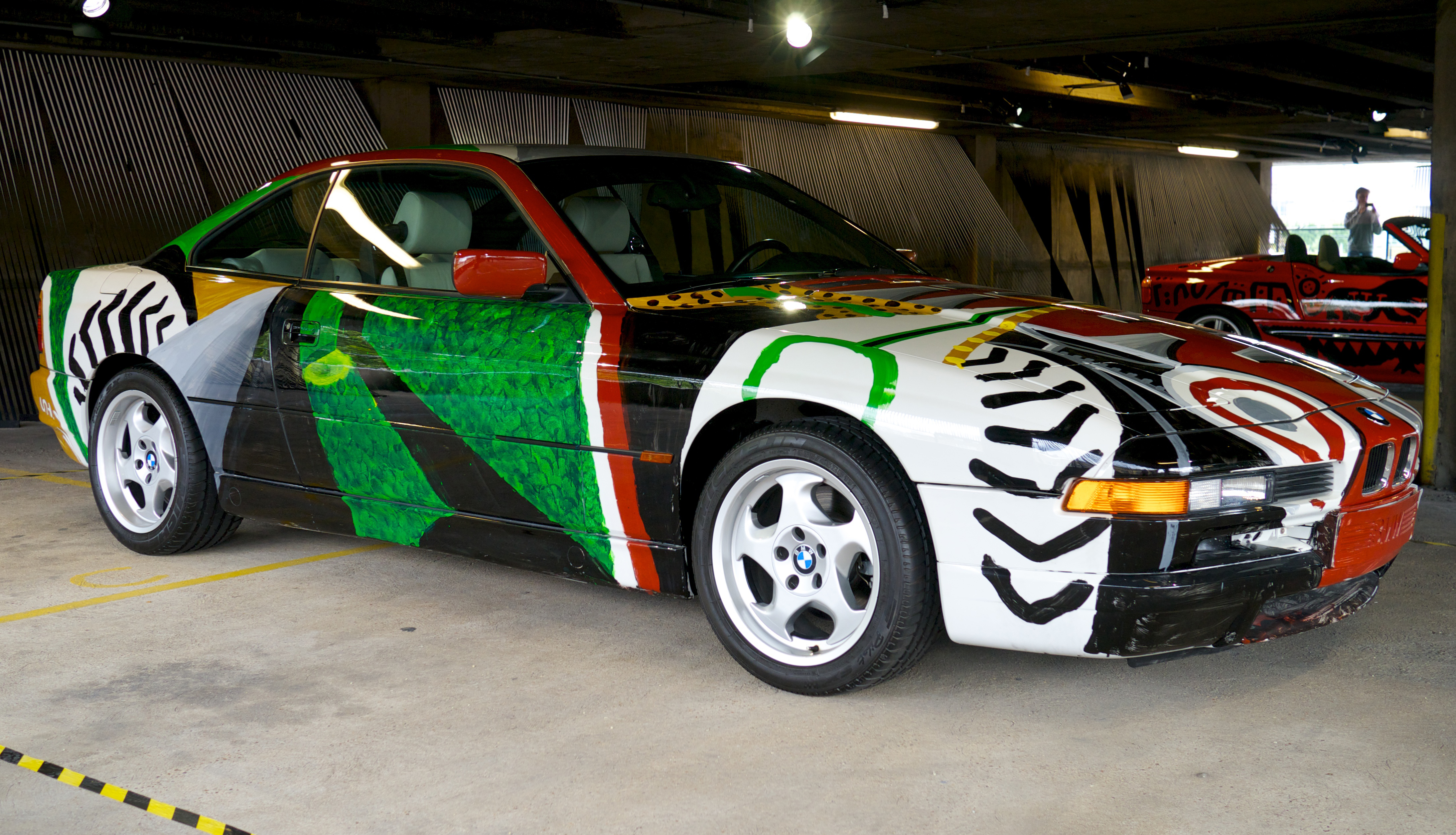
BMW Art Car de David Hockney (1995).

### Motorisations
La 850i (qui sera pendant un temps la seule déclinaison de la Série 8) est la deuxième voiture de la marque, après la BMW 750i, à être dotée d'un moteur V12, avec ici une puissance de 220 kW (300 ch). Les moteurs ont été conçus pour fonctionner avec de l’essence ordinaire afin de garantir un fonctionnement aux États-Unis (en raison des variations d’octane du carburant américain). La puissance est transmise aux choix via une boîte automatique à 4 rapports ou une boîte manuelle à 6 rapports, elle fut et reste l'unique voiture de la firme à proposer un moteur V12 accouplé à une boîte manuelle.
À l'automne 1992, la 840Ci à moteur V8, moins onéreuse, vient étoffer la gamme pour rendre la Série 8 plus accessible.
Une version plus sportive préparée par Motorsport, la 850CSi avec un moteur douze cylindres de 280 kW (380 ch), complétera l'offre à partir de 1992. Celle-ci était exclusivement proposée avec une transmission manuelle à 6 rapports et un essieu arrière directeur, ce qui coûtait l’équivalent d’environ 6 000 € supplémentaires par rapport aux plus petits modèles à moteurs douze cylindres. La même année, BMW a également construit 18 exemplaires d’une 830i à des fins de test. Le moteur utilisé pour cela était le V8 M60B30 utilisé dans les E32, E34 et E38 avec 160 kW (218 ch) et 296 Nm. Aucun de ces véhicules n’a été vendu car les performances de conduite ne correspondaient pas à la catégorie du véhicule.
La 840i équipée d’un V8 de 210 kW (286 ch) a suivi à l’été 1993. Ce modèle de base était le premier coupé V8 de BMW depuis la BMW 3200 CS des années 1960. Ici aussi, il y avait le choix entre une transmission automatique et manuelle.
Au printemps 1994, la 850Ci a reçu un moteur douze cylindres modernisé de 240 kW (326 ch), qui reçoit désormais de série une transmission automatique à cinq vitesses. Il a progressivement remplacé l’ancien V12 de cinq litres. Cependant, les deux modèles étaient produits en parallèle pendant six mois, tous deux sous la même abréviation 850Ci. À partir de fin 1996, seuls les 840Ci et 850Ci étaient au programme, la 850CSi a été abandonnée.

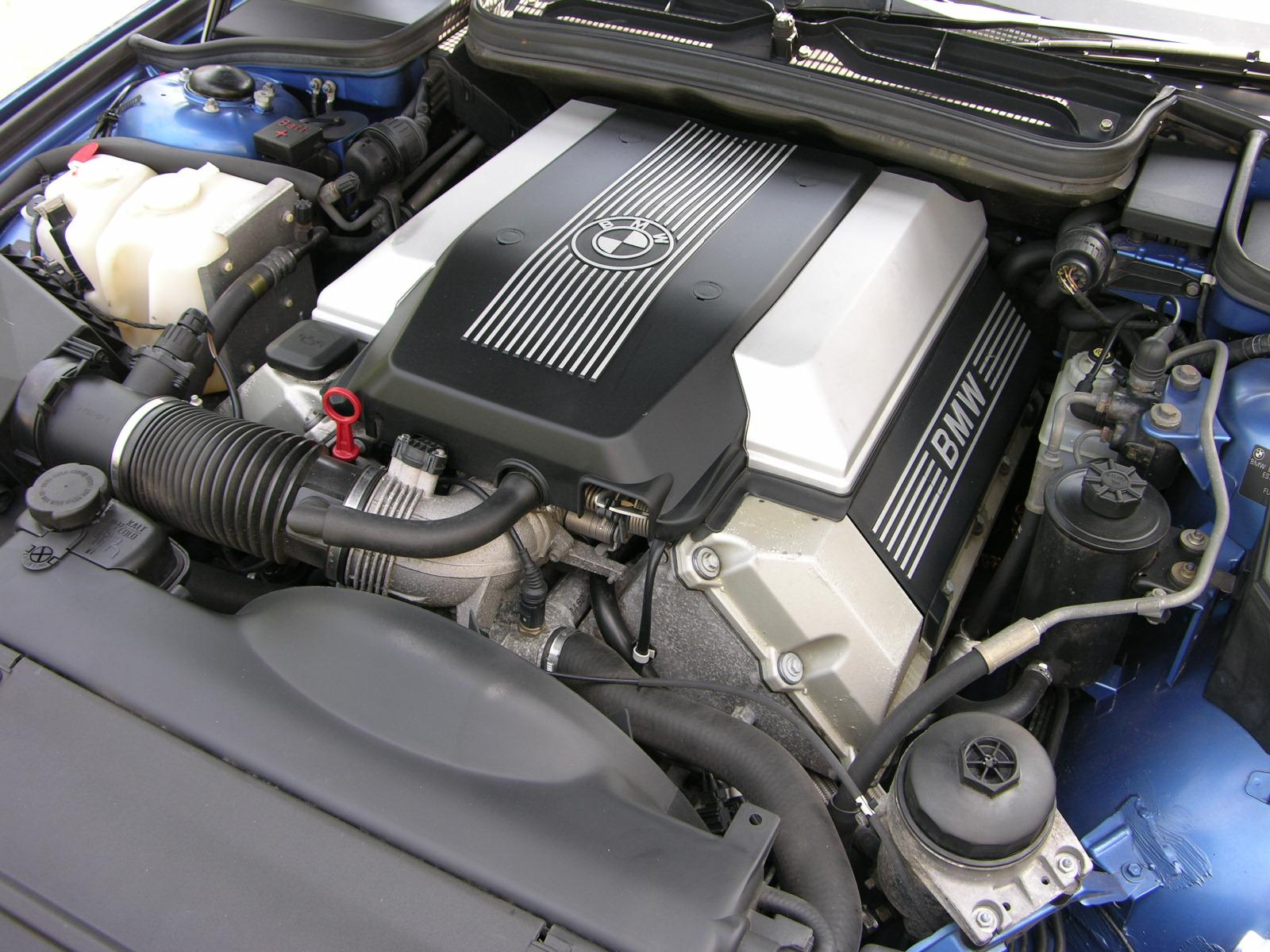
840 Ci
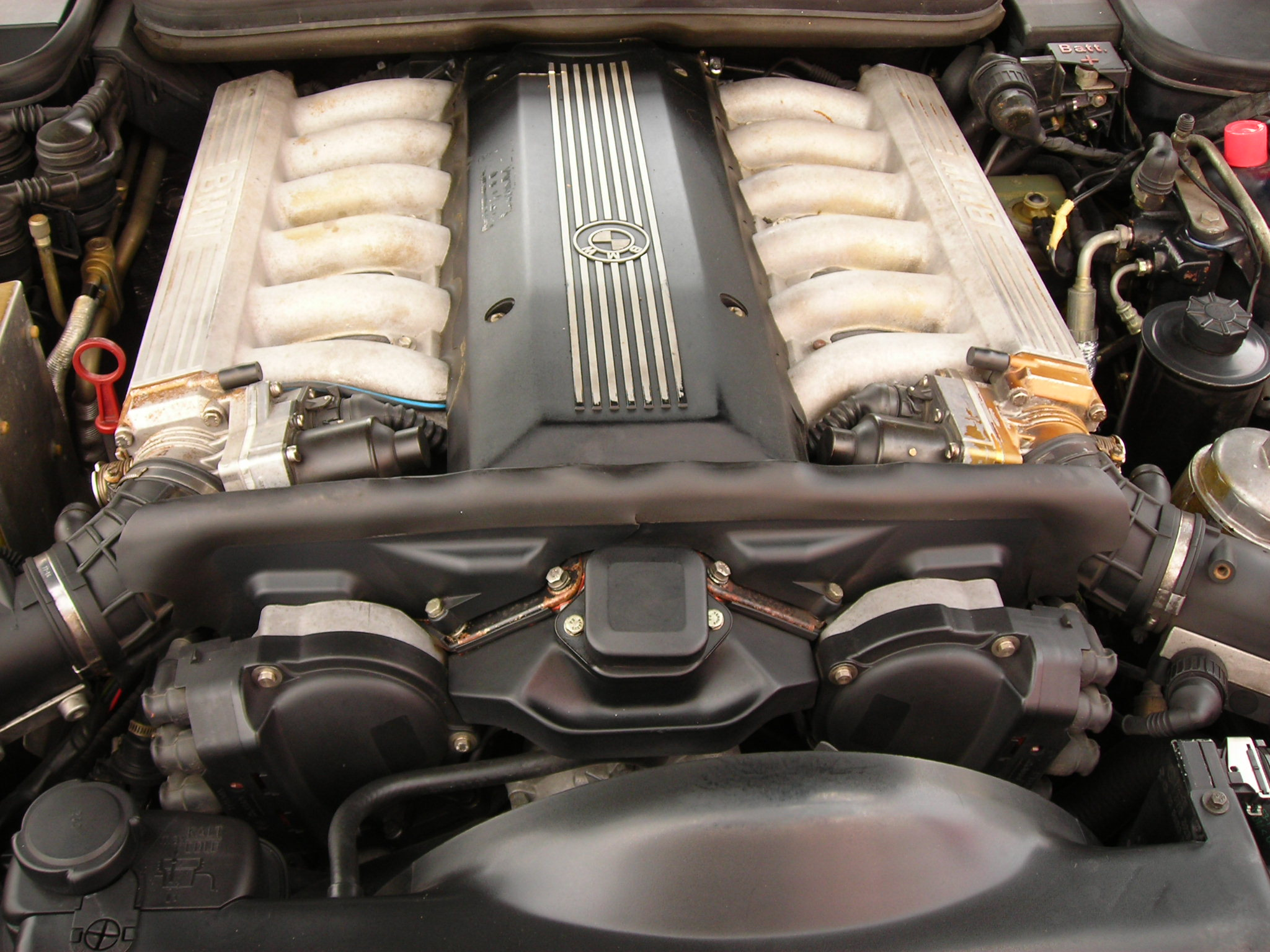
Moteur V12 (moteur M70 de BMW)
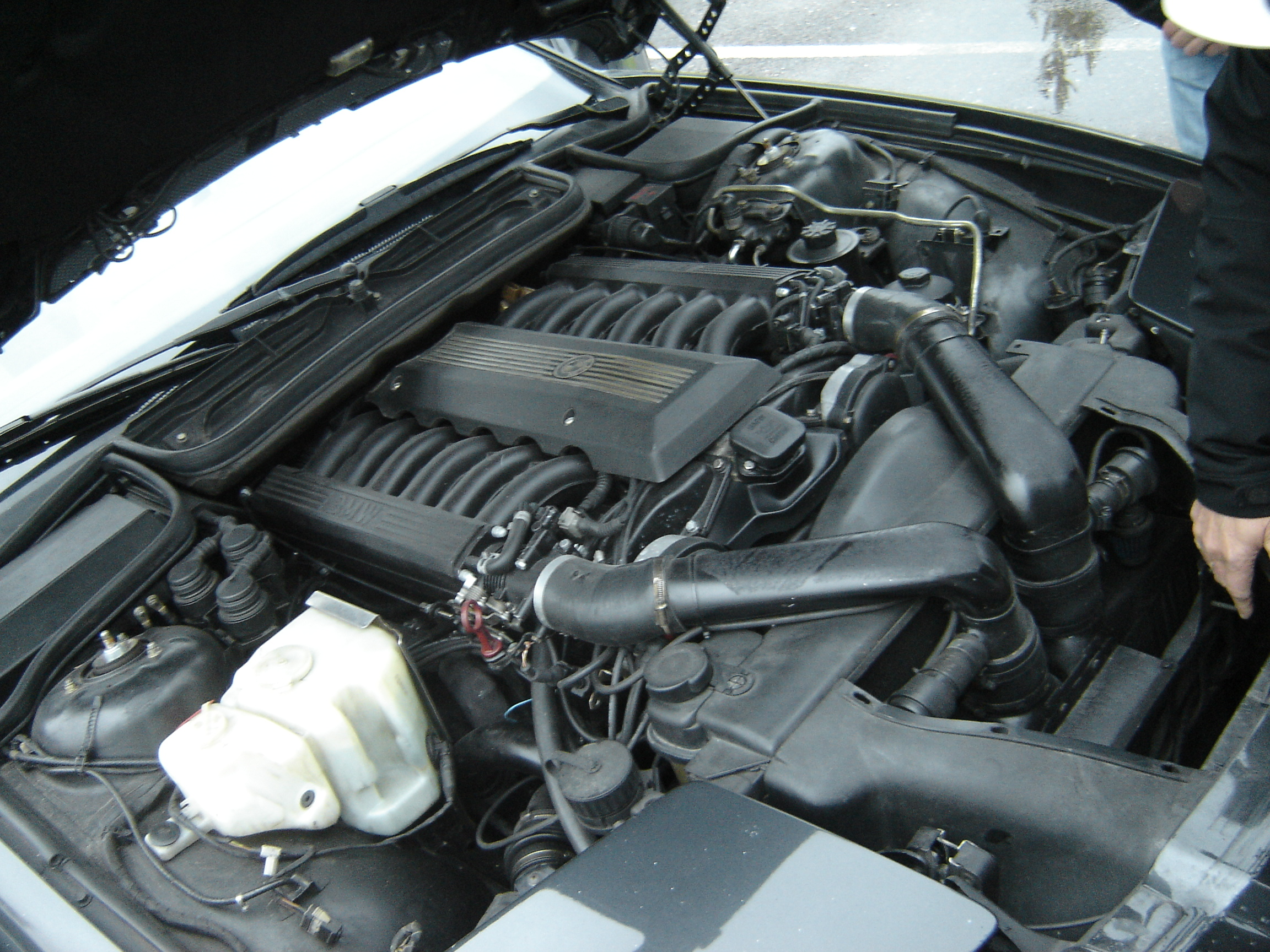
BMW 850i bi-turbo

### Caractéristiques
| Cylindrée (en litres) | Moteur       | Puissance       | Coupé (1989-1999) | Observation(s)          |
| --------------------- | ------------ | --------------- | ----------------- | ----------------------- |
| 4,0                   | V8 type M60  | 210 kW (286 ch) | 840Ci             | produite de 1993 à 1996 |
| 4,4                   | V8 type M62  | 210 kW (286 ch) | 840Ci             | produite de 1996 à 1999 |
| 5,0                   | V12 type M70 | 221 kW (300 ch) | 850i-Ci           | produite de 1989 à 1994 |
| 5,4                   | V12 type M73 | 240 kW (326 ch) | 850Ci             | produite de 1994 à 1999 |
| 5,6                   | V12 type S70 | 279 kW (380 ch) | 850CSi            | produite de 1992 à 1996 |

V8 : moteur 8 cylindres en V / V12 : moteur 12 cylindres en V

### Consommation
840 (V8) :
- urbaine 16 L/100 km
- extra-urbaine 12 L/100 km
- mixte 14 L/100 km

850 (V12) :
- urbaine 17 L/100 km
- extra-urbaine 12 L/100 km
- mixte 15 L/100 km

### Modèles

#### 840Ci (avant 1996)
- V8 - 32 soupapes
- Cylindrée : 3 982 cm3
- Moteur : M60B40
- Puissance : 286 ch DIN à 5 800 tr/min
- Couple : 400 N m à 4 500 tr/min
- 0 à 100 km/h : 7,4 s (automatique) - 6,9 s (manuelle)
- Vitesse max. : 250 km/h (bridée)
- 1 000 m DA : 27,4 s (automatique) - 26,9 s (manuelle)
- Boîte : 6 manuelle ou 5 automatique
- 1 780 kg à vide (1 855 kg en boîte manuelle et 1 895 kg en boite automatique avec normes U.E)
- 4 728 exemplaires

#### 840Ci (depuis 1996)
- V8 - 32 soupapes
- Cylindrée : 4 398 cm3
- Moteur : M62B44
- Puissance : 286 ch DIN à 5 700 tr/min
- Couple : 420 N m à 3 900 tr/min
- 0 à 100 km/h : 7,0 s (automatique) - 6,6 s (manuelle)
- Vitesse max. : 250 km/h (bridée)
- 1 000 m DA : 27,1 s (automatique) - 26,2 s (manuelle)
- Boîte : 6 manuelle ou 5 automatique
- 1 780 kg à vide (1 855 kg en boîte manuelle et 1 905 kg en boîte automatique avec normes U.E)
- 3 075 exemplaires

#### 850i
- V12 - 24 soupapes
- Cylindrée : 4 988 cm3
- Moteur : M70B50
- Puissance : 300 ch DIN à 5 200 tr/min
- Couple : 450 N m à 4 100 tr/min
- 0 à 100 km/h : 7,4 s (automatique) - 6,8 s (manuelle)
- Vitesse max. : 250 km/h (bridée)
- 1 000 m DA : 27,0 s (automatique) - 26,3 s (manuelle)
- Boîte : 6 manuelle ou 4 automatique
- 1 790 kg à vide (1 865 kg U.E)
- 20 072 exemplaires

#### 850Ci
- V12 - 24 soupapes
- Cylindrée : 5 379 cm3
- moteur : M73B54
- Puissance : 326 ch DIN à 5 000 tr/min
- Couple : 490 N m à 3 900 tr/min
- 0 à 100 km/h : 6,3 s (automatique)
- Vitesse max. : 250 km/h (bridée)
- 1 000 m DA : 26,1 s (automatique)
- Boîte : 5 automatique
- 1 880 kg à vide (1 955 kg U.E)
- 1 218 exemplaires

#### 850CSi
- V12 Motorsport - 24 soupapes
- Châssis Motorsport
- Cylindrée : 5 576 cm3
- Moteur : S70B56
- Puissance : 380 ch DIN à 5 300 tr/min
- Couple : 550 N m à 4 000 tr/min
- 0 à 100 km/h : 6,0 s (manuelle)
- Vitesse max. : 250 km/h (bridée)
- 1 000 m DA : 25,5 s (manuelle)
- Boîte : 6 manuelle
- 1 865 kg à vide (1 940 kg U.E)
- 1 510 exemplaires

Par son tarif et ses prestations, la 850CSi se place en concurrence avec des véhicules de très haut-de-gamme : Mercedes-Benz 600 SL R129, Mercedes-Benz CL600 (Type 140), Ferrari 348, Ferrari 456 GT, Aston Martin DB7, Porsche 928 GTS, Porsche 911 Turbo.

#### AlpinaB12 5.0
- V12 - 24 soupapes
- Cylindrée : 4 988 cm3
- Puissance : 350 ch DIN à 5 300 tr/min
- Couple : 470 N m à 4 000 tr/min
- 0 à 100 km/h : 6,8 s (automatique)
- Vitesse max. : 281 km/h
- 1 000 m DA : 25,9 s (automatique)
- Boîte : 4 automatique
- 1 790 kg à vide (1 865 kg U.E)
- 97 exemplaires produits
- 58 exemplaires roulants à l'heure actuelle[réf. nécessaire]

#### Alpina B12 5.7
- V12 - 24 soupapes
- Cylindrée : 5 646 cm3
- Puissance : 416 ch DIN à 5 400 tr/min
- Couple : 570 N m à 4 000 tr/min
- (0 à 100 km/h : 5,8 s (manuelle)
- Vitesse max. : 300 km/h
- 1 000 m DA : 24,9 s (manuelle)
- Boîte : 6 manuelle
- 1 865 kg à vide (1 940 kg U.E)
- 57 exemplaires produits
- 30 exemplaires roulants à l'heure actuelle[réf. nécessaire]

#### Racing Dynamics K55 Sport Coupe
- V12 - 24 soupapes
- Cylindrée : 5 500 cm3
- Moteur : M70B50
- Puissance : 475 ch DIN
- Couple : 549 N m

#### HartgeH8
- V12 - 24 soupapes
- Cylindrée : 5992 cm2
- Moteur : M70B60
- Puissance : 430 ch DIN à 5250 tr/min
- Couple : 611 Nm à 3750 tr/min
- Vitesse max. : 293 km/h
- 1 000 m DA : 24.3s (manuelle)
- Boîte : 6 manuelle
- 1865 kg à vide

#### Éditions limitées et séries spéciales
- 840 CiA "M Individual" (Japon) (05/1996-04/1999) 298 ex
- 840 Ci Sport (Belgique) (03/1999) 1 ex
- 840 CiA Sport (Belgique) (10/1998-05/1999) 3 ex
- 840 CiA Sport (Grande-Bretagne et conduite à droite) (03/1997-05/1999) 1 062 ex
- 850 CiA 5.4 Pack Luxe (Mexique) (07/1995-11/1996) 38 ex
- 850 CiA 5.4 Platinum (Moyen-Orient) (03/1998-05/1999) 59 ex
- 850 CiA 5.4 Alpina (Moyen-Orient) (12/1998-05/1999) 10 ex
- 850 CiA 5.4 Sport (Belgique) (05/1999) 1 ex

## Prototypes

### 830i V8
18 exemplaires expérimentaux de 218 ch qui ont tous été détruits.

### BMW M8

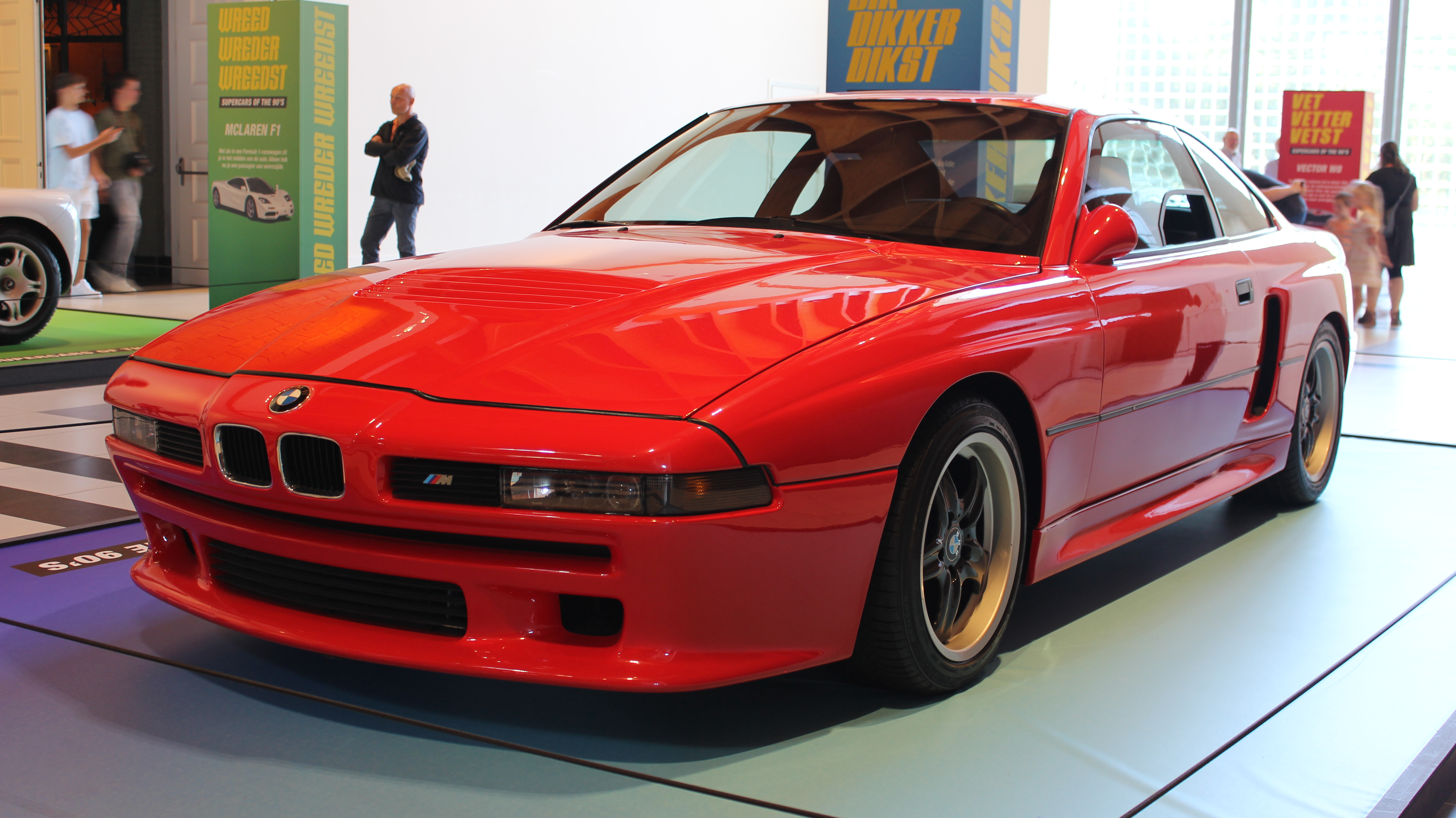
BMW M8.

Seul un prototype de modèle sportif M8 a été construit par M GmbH en 1990. Certaines sources parlent de trois véhicules, dont l’un aurait été perdu lors d’essais routiers. La M8 est l’un des plus grands mystères de BMW. Le prototype aurait été stocké dans une certaine « armoire à poison » (entrepôt à Dingolfing appartenant à BMW), prétendument sous des piles de boîtes. Le prototype a été présenté au public pour la première fois en 2010,.
Le moteur V12 S70 de 6 litres, retravaillé avec une culasse 48 soupapes pour développer jusqu’à 441 kW (pour 600 ch), avait un temps été envisagé pour prendre place dans la McLaren F1, mais le designer Gordon Murray rejeta cette idée, trouvant le moteur trop long et trop lourd. Le moteur fut alors retravaillé pour obtenir une version encore plus puissante de 627 ch capable d'équiper la McLaren F1. Le moteur de la 850CSi (indiqué comme M8 dans le document d’immatriculation du véhicule) est également basé sur le moteur S70, mais avec une cylindrée de 5,6 litres et seulement 280 kW, soit 380 ch). Le prototype M8 n’avait pas de phares escamotables, les feux de croisement et de route étaient intégrés dans le pare-chocs au lieu des feux de stationnement étroits. Le prototype était propulsé par le V12, qui atteignait une puissance d’environ 400 kW grâce à un système d’accélérateur unique. Le projet fut abandonné car BMW estima qu'il n'y avait pas de marché pour cette M8.

#### Caractéristiques techniques
1 100 kg - V12 - 6 Litres (6 064 cm3) - 550 ch - 1 exemplaire

### Cabriolet

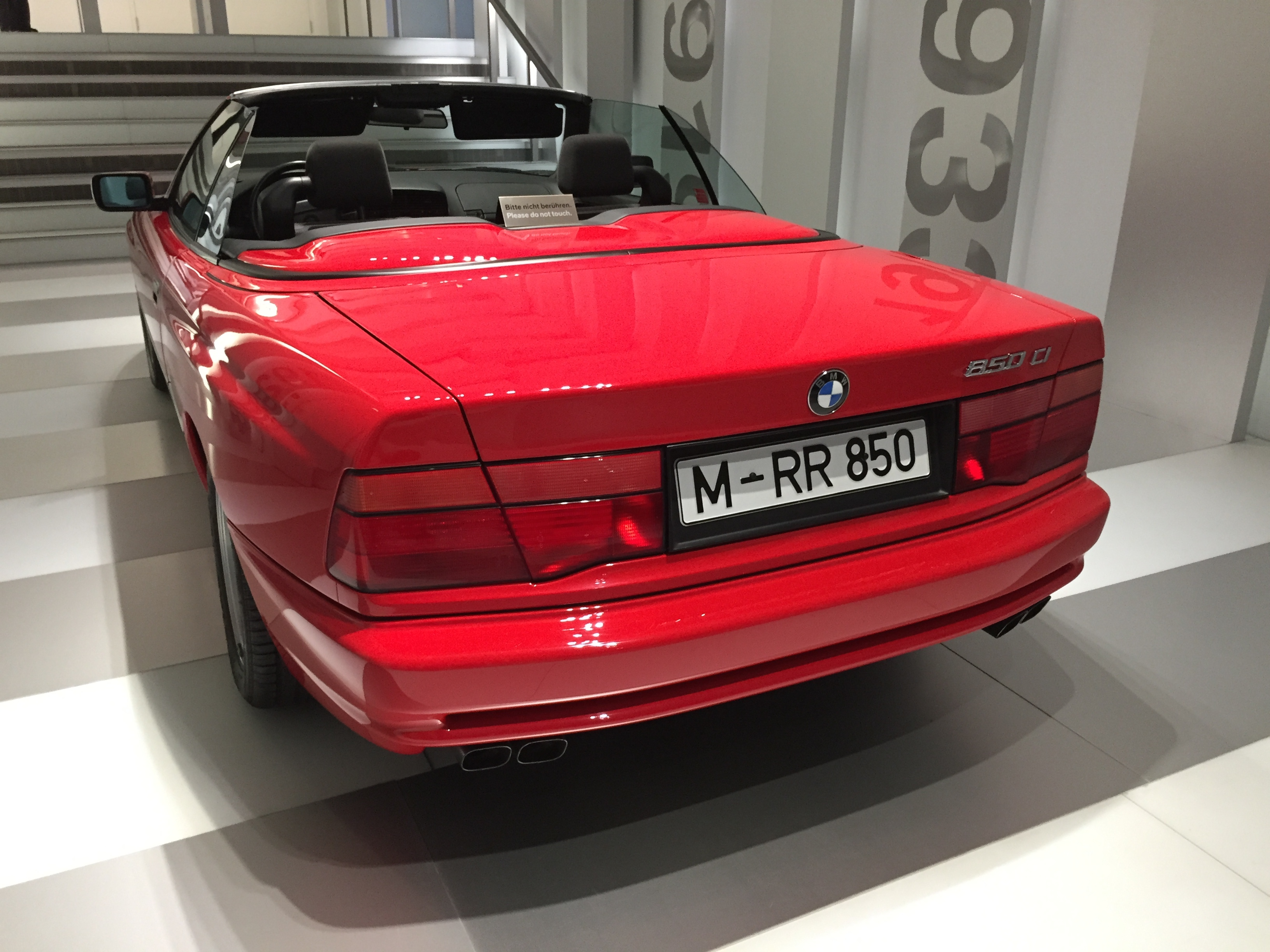
Vue arrière du cabriolet au Musée BMW.

Il est rapidement devenu évident que l'un des gros défaut de l’E31 par rapport à sa principale rivale, la Mercedes-Benz SL, était qu’elle n’offrait pas de variante cabriolet. La Mercedes-Benz était donc préférée par de nombreux clients du secteur premium face à la BMW Série 8. La tâche de BMW fut alors de créer un cabriolet élégant à partir d’un coupé grand comme la Série 8, ce qui a nécessité de nombreux travaux pour rigidifier la carrosserie, ainsi que le développement complet d’un système cinématique à capote souple. Le châssis et les puissants moteurs ont par ailleurs dû être réajustés, en raison de l’augmentation du poids à vide, afin de pouvoir offrir des performances de conduite adéquates malgré le poids supplémentaire.
Seuls trois prototypes de la version cabriolet de l’E31 ont été produits. Le véhicule est techniquement basé sur la 850i E31 avec transmission manuelle à six vitesses introduite en 1989. Fabriqué et testé de manière approfondie par BMW en 1990, il porte certains détails de la Série 5 E34 cabriolet construite précédemment, qui n’est pas non plus entrée en production de série. La désignation a été adaptée pour correspondre aux nouveaux modèles de la Série 8 à partir de 1993, avec l’abréviation supplémentaire Ci comme pour la 850Ci. « Trop poussif, trop peu rigide, trop cher... », telles seront finalement les raisons de l’abandon définitif de la version cabriolet — et d'autant que développer un modèle de niche aussi élaboré ne promettait pas des chiffres de vente et de rentabilité suffisants par la suite.

## Inventaire en Allemagne
En Allemagne, le stock de BMW E31 est répertorié selon le fabricant, les numéros de code de type et la Kraftfahrt-Bundesamt. Les types avec moins de 100 véhicules ne sont pas représentés. Jusqu’à 2007, l’inventaire comprenait non seulement le nombre de véhicules immatriculés mais aussi le nombre de pertes temporaires. Depuis 2008, l’inventaire ne contient que les « véhicules dans le trafic » y compris les plaques d’immatriculation saisonnières.
| Chiffres du fabricant/Numéros des codes de type | Modèles     | kW     | 2005  | 2006  | 2008  | 2009   | 2010   | 2011   | 2012   | 2013   | 2014   | 2015   |
| ----------------------------------------------- | ----------- | ------ | ----- | ----- | ----- | ------ | ------ | ------ | ------ | ------ | ------ | ------ |
| 0005/494                                        | 850i, 850Ci | 220    | 3.715 | 3.439 | 2.328 | 2.185  | 2.137  | 2.078  | 2.000  | 1.929  | 1.896  | 1.907  |
| 0005/532                                        | 840Ci       | 210    | 722   | 698   | 530   | 509    | 521    | 498    | 478    | 470    | 477    | 482    |
| 0005/553                                        | 850Ci       | 240    | 339   | 319   | 248   | 237    | 228    | 230    | 220    | 217    | 215    | 219    |
| 0005/588                                        | 840Ci       | 210    | 197   | 197   | 159   | 163    | 168    | 168    | 175    | 182    | 195    | 198    |
| 0575/309                                        | 850CSi      | 280    | 228   | 215   | 153   | 145    | 136    | 139    | 139    | 134    | 133    | 142    |
| 7909/301                                        | 850CSi      | 280    | 180   | 168   | 115   | 113    | 105    | 103    |        | 101    | 102    | 104    |
| Source                                          | Source      | Source | [ 7 ] | [ 8 ] | [ 9 ] | [ 10 ] | [ 11 ] | [ 12 ] | [ 13 ] | [ 14 ] | [ 15 ] | [ 16 ] |

## Versions Alpina
La société Alpina de Buchloe a développé l’Alpina B12 sur la base de la Série 8. La B12 a été construite de 1990 à 1994 sur la base de la 850i avec un moteur V12 aux performances améliorées et une transmission automatique. La puissance du moteur a été augmentée à 257 kW (350 ch), le couple maximal est de 470 Nm. La compression est passée de 8,8 à 9,5; la cylindrée du moteur est restée inchangée. La B12 5.7 à transmission manuelle, basée sur la 850CSi, était également disponible à partir de 1992. Le moteur V12 a été agrandi de 70 cm3 et la puissance augmentée de 26 kW pour 306 kW (416 ch). Le couple maximal du moteur est de 570 Nm. Les deux véhicules ne sont pas limités aux 250 km/h habituels pour BMW, la vitesse de pointe est respectivement de 280 et 300 km/h. 97 exemplaires de la B12 5.0 et 57 exemplaires de la B12 5.7 ont été produits.

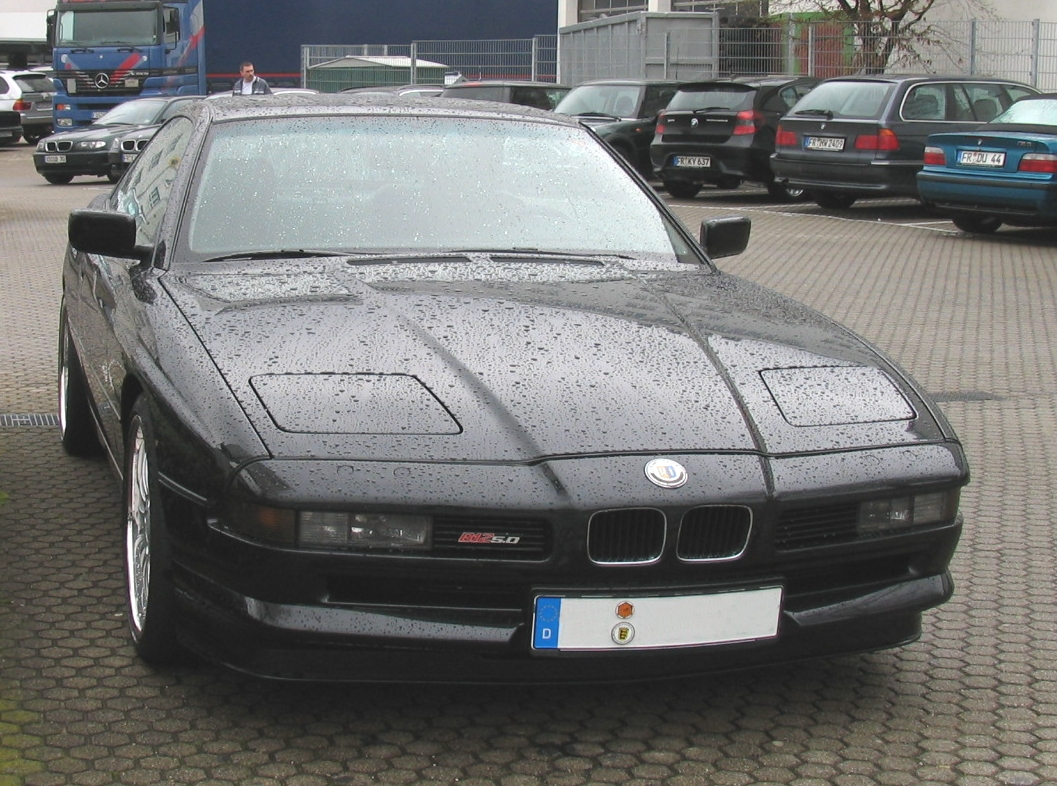
Alpina B12 5.0.
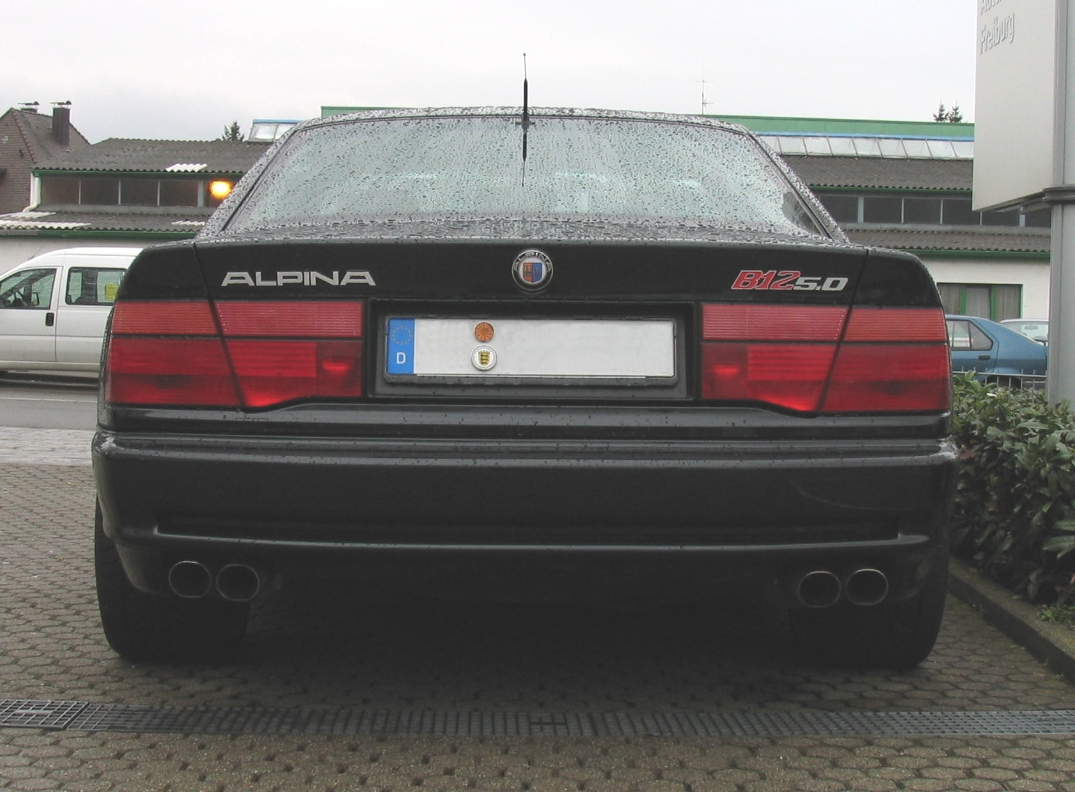
Alpina B12 5.0, vue arrière.
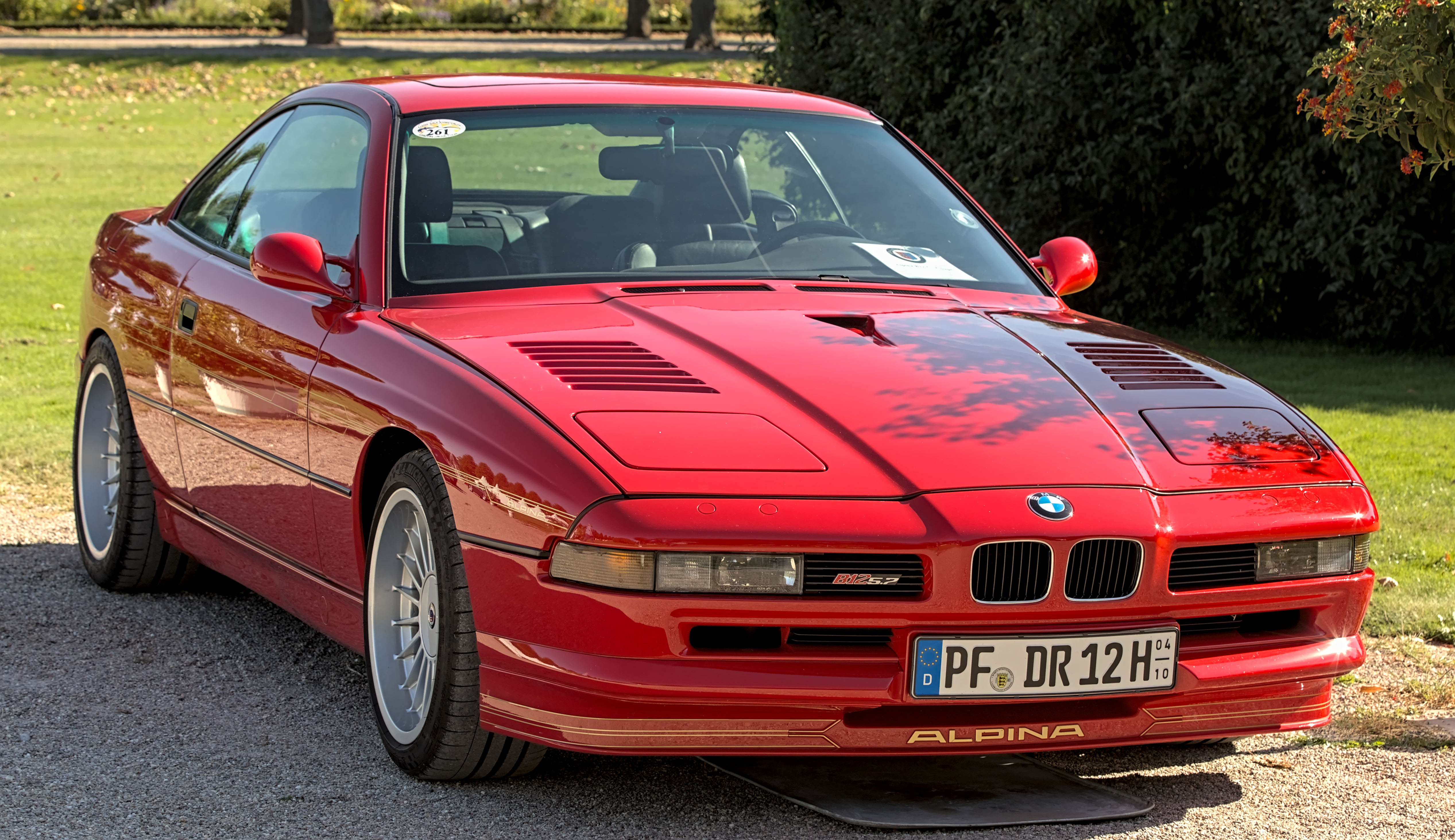
Alpina B12 5.7.
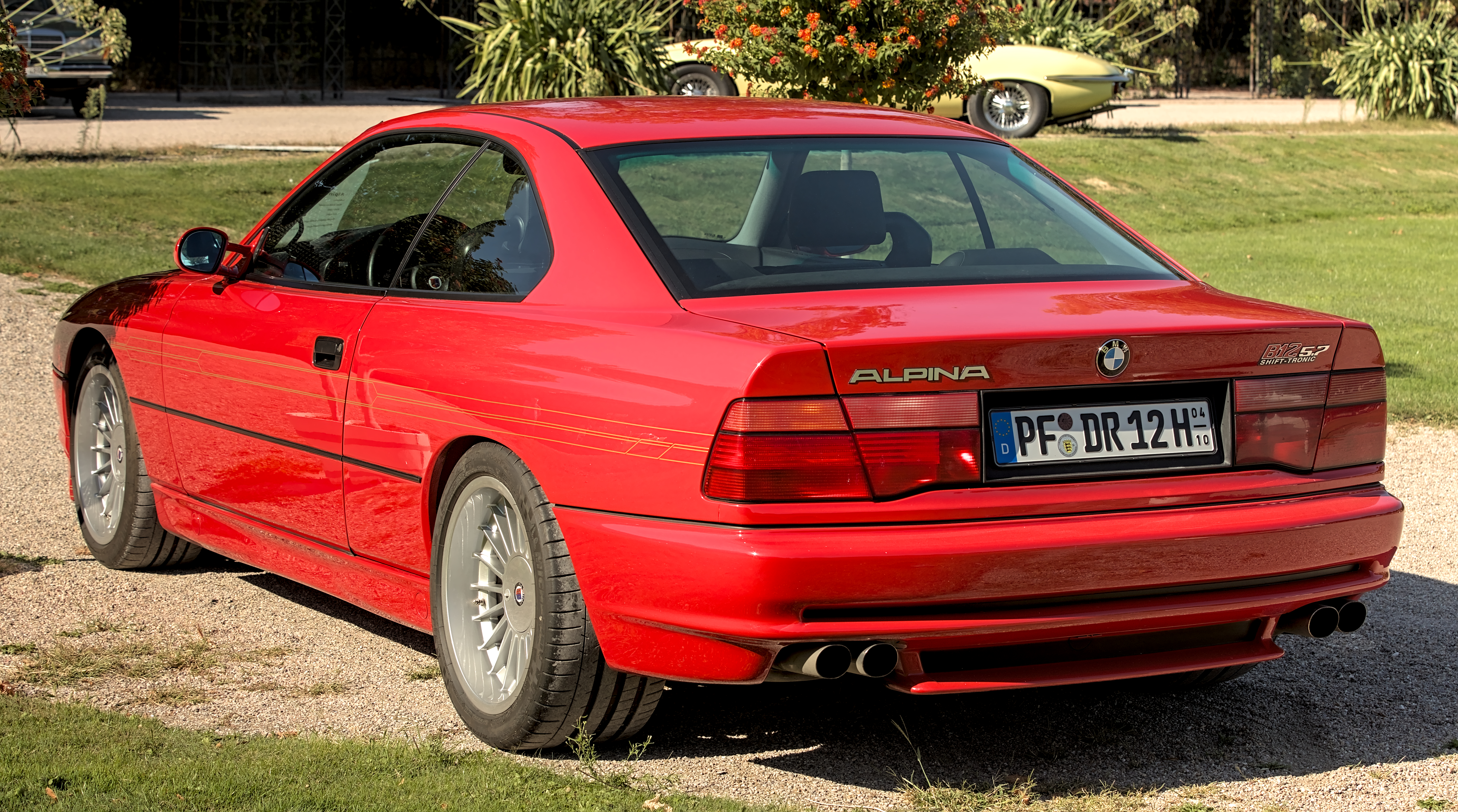
Alpina B12 5.7, vue arrière.

## BMW Série 8 (G15)
La désignation BMW Série 8 n’a pas été poursuivie immédiatement. En 2017, le prototype d’un modèle successeur a été présenté sous le nom de BMW Concept 8er Coupé. BMW a annoncé la nouvelle Série 8, la BMW G15, en mai 2017. Celle-ci a été introduite fin 2018 en tant que coupé et cabriolet et en 2019 en tant que Gran Coupé.

## Autres
- Dans le film La mort vous va si bien, Helen Sharp, l’une des héroïnes du titre, conduit une BMW 850i rouge.
- Une E31 jaune occupe le devant de la scène dans le clip officiel de Prince pour Sexy FM.
- Dans la série Alerte Cobra, une BMW E31 argentée a été utilisée dans une poursuite dans l’épisode "Un nouveau coéquipier"[18].
- Dans la série Netflix Deadwind, l’enquêteur Sakari Nurmi conduit une E31[19]. Les logos BMW sur le capot et le coffre sont masqués en noir.